# Anno internazionale delle fibre naturali
L'ONU ha  dedicato il 2009 come anno internazionale delle fibre naturali (IYNF) incaricando la FAO di sviluppare iniziative in ogni nazione riguardanti il tema.
Per coordinare al meglio le attività, la FAO ha incaricato la Fondazione delle Industrie Cotone e Lino di raccogliere enti ed istituzioni interessate a partecipare alla promozione dell'anno internazionale. È quindi nata la "Commissione per la Promozione dell'Anno internazionale delle fibre naturali" attualmente composta da 20 enti, fondazioni, associazioni e università. La sede della Commissione in Italia è in viale Sarca 223 a Milano.
Le iniziative relative all'IYNF sono state inoltre diffuse dalla rivista Naturalmente Tessile edita dalla fondazione.

## Obiettivo
L'obiettivo principale dell'Anno internazionale delle fibre naturali  è stato quello di migliorare il livello del tenore di vita delle persone che producono le fibre naturali, sensibilizzando i consumatori in merito all'importanza che queste fibre ricoprono nelle economie di alcuni paesi in via di sviluppo.

## Iniziative
Questi temi hanno alimentato le iniziative che in più parti del mondo e anche in Italia si sono svolte nel corso del 2009, come suggerito dalla FAO.